# AEW Continental Championship
AEW Continental Championship (em português: Campeonato Continental da AEW) é um campeonato de luta livre profissional masculino criado e promovido pela promoção americana All Elite Wrestling (AEW). Estabelecido em 18 de novembro de 2023, o título possui uma característica especial, pois é defendido sob as Regras Continentais, nas quais ninguém é permitido nas beiradas do ringue e a interferência externa é estritamente proibida. O atual campeão é Kazuchika Okada, que está em seu primeiro reinado. Ele conquistou o título ao derrotar Eddie Kingston no episódio de 20 de março de 2024 do Dynamite.
O título também é o prêmio do AEW Continental Classic (C2), um torneio anual de todos contra todos que começa no final de novembro e culmina no evento de pay-per-view AEW Worlds End, no final de dezembro. O campeão na época do torneio é automaticamente incluído e defende o título no C2. Eddie Kingston se tornou o primeiro Campeão Continental ao vencer o torneio inaugural em dezembro de 2023. Kingston foi posteriormente reconhecido pela AEW como o campeão da Tríplice Coroa Americana, também conhecido como a Coroa Continental, já que ele detinha simultaneamente o Campeonato Mundial da ROH, da promoção irmã Ring of Honor (ROH), e o Campeonato Strong Openweight, da promoção parceira New Japan Pro-Wrestling (NJPW). Após Kazuchika Okada conquistar o Campeonato Continental em março de 2024, ele foi separado da Tríplice Coroa.

## História

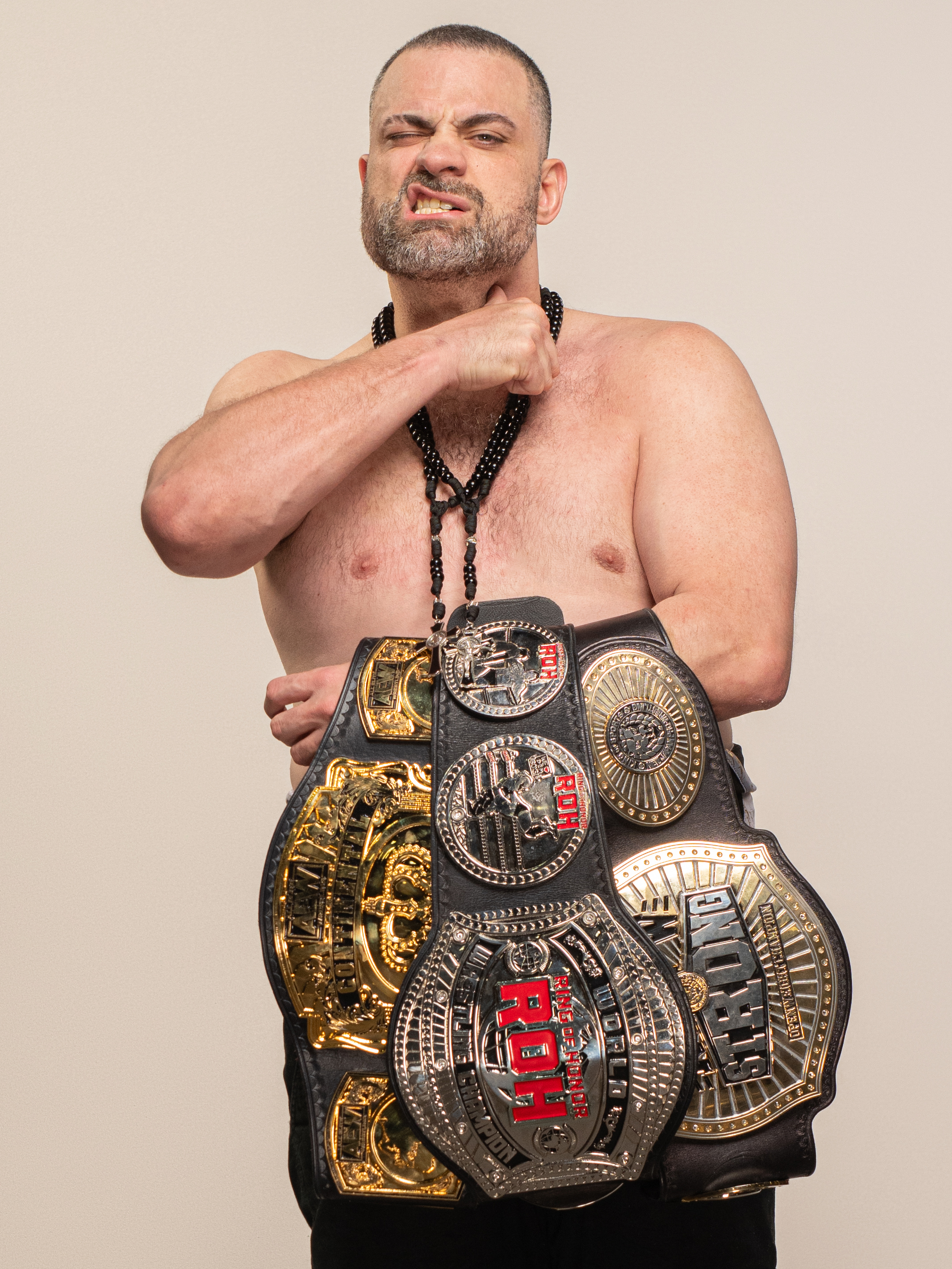
Campeão inaugural Eddie Kingston.

Em 11 de novembro de 2023, a promoção americana de luta livre profissional All Elite Wrestling (AEW) anunciou um torneio chamado Continental Classic (C2). O presidente da AEW, Tony Khan, e o lutador da AEW, Bryan Danielson, anunciaram que o torneio começaria no episódio de 22 de novembro de 2023 do Dynamite, durando seis semanas e sendo realizado ao longo dos episódios do Dynamite, Rampage e Collision, para então culminar no evento de pay-per-view (PPV) Worlds End, em 30 de dezembro. Também foi anunciado que o vencedor do torneio se tornaria o detentor inaugural do Campeonato Continental da AEW.
Eddie Kingston se tornou o campeão inaugural do Campeonato Continental ao derrotar Jon Moxley na final do C2 no Worlds End. Kingston também foi declarado o Campeão da Tríplice Coroa Americana (também conhecido como a Coroa Continental) ao vencer o Campeonato Continental, já que ele detinha simultaneamente o Campeonato Mundial da ROH, da promoção irmã Ring of Honor (ROH), e o Campeonato Strong Openweight, da promoção parceira New Japan Pro-Wrestling (NJPW). Por fazer parte da Tríplice Coroa, o Campeonato Continental foi reconhecido pela AEW, ROH e NJPW, permitindo que fosse defendido nas três promoções.
No episódio de 20 de março de 2024 do Dynamite, o Campeonato Continental foi defendido pela primeira vez de forma independente, onde Kazuchika Okada derrotou Eddie Kingston para conquistar o título. Isso, por sua vez, separou o Campeonato Continental da Tríplice Coroa. Tony Khan então esclareceu as regras do campeonato. As lutas pelo título ocorreriam sob as Regras Continentais, que são as mesmas regras usadas durante o C2, nas quais ninguém é permitido nas beiradas do ringue e a interferência externa é estritamente proibida. Ele também ressaltou que, quem quer que fosse o campeão após o PPV Full Gear de novembro, seria automaticamente inscrito no C2 e defenderia o título no torneio.

## Reinados

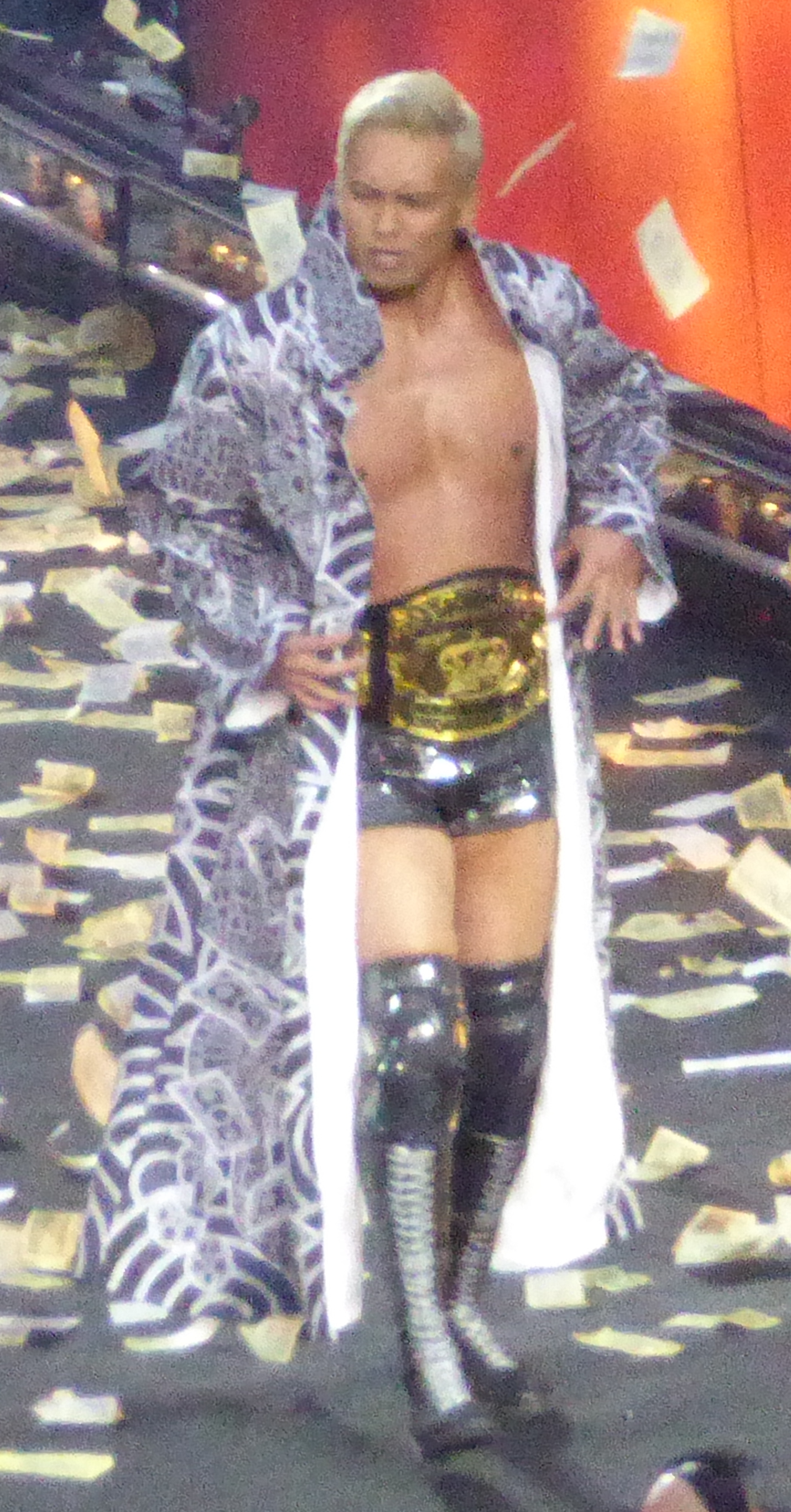
O atual campeão e detentor do reinado mais longo, Kazuchika Okada, que detém o título há + dias

Em 16 de março de 2025, houve dois reinados. Eddie Kingston foi o campeão inaugural, tendo o reinado mais curto com 81 dias, enquanto o reinado em andamento de Kazuchika Okada é o mais longo, com 361+ dias. Kingston também é o campeão mais velho, com 42 anos, enquanto Okada é o mais jovem, com 36 anos.
Kazuchika Okada é o atual campeão em seu primeiro reinado. Ele derrotou Eddie Kingston no episódio de 20 de março de 2024 do Dynamite, em Toronto, Ontário, Canadá.
| No.     | Número geral do reinado                     |
| Reinado | Número de reinado para o campeão específico |
| Dias    | Número de dias retidos                      |
| +       | Indica o reinado atual.                     |

| No. | Campeão         | Mudança de Campeonato  | Mudança de Campeonato | Mudança de Campeonato | Estatísticas do Reinado | Estatísticas do Reinado | Notas | Ref.  |
| No. | Campeão         | Data                   | Evento                | Localização           | Reinado                 | Dias                    | Notas | Ref.  |
| --- | --------------- | ---------------------- | --------------------- | --------------------- | ----------------------- | ----------------------- | --- | ----- |
| 1   | Eddie Kingston  | 30 de dezembro de 2023 | Worlds End            | Uniondale, NY         | 1                       | 81                      | Derrotou Jon Moxley na final do torneio Continental Classic de 12 lutadores; o Campeonato Mundial do ROH e o Campeonato Strong Openweight da NJPW de Kingston também estavam em jogo, e ele foi reconhecido como o primeiro Campeão da Tríplice Coroa Americana (também conhecido como a Coroa Continental) por possuir os três títulos. | [ 7 ] |
| 2   | Kazuchika Okada | 20 de março de 2024    | Dynamite              | Toronto, ON, Canadá   | 1                       | 361+                    | Essa luta foi válida apenas pelo Campeonato Continental. | [ 8 ] |

## Reinados combinados
Até 16 de março de 2025
| † | Indica o atual campeão |

| Pos. | Lutador           | Nº de reinados | Dias combinados | Dias combinados rec. pela AEW |
| ---- | ----------------- | -------------- | --------------- | ----------------------------- |
| 1    | Kazuchika Okada † | 1              | 361+            | 361+                          |
| 2    | Eddie Kingston    | 1              | 81              | 81                            |